# Mohammed Camara (Fußballspieler, 1981)
Mohammed Camara (* 10. Oktober 1981 in Banjul) ist ein ehemaliger gambischer Fußballspieler.

## Karriere

### Verein
Der linke Außenstürmer wechselte 2003 vom SuK Canlar Bielefeld in die zweite Mannschaft von Arminia Bielefeld. Dort verursachte er in der Saison 2005/06 beim Spiel gegen die SpVg Emsdetten 05 ein grobes Foul an deren Spieler Frank Bläker, der sich dabei einen Schädelbasisbruch zuzog und infolgedessen seine sportliche Laufbahn beenden musste. Gegen Camara wurde daraufhin am 20. August 2005 eine Sperre von sechs Monaten ausgesprochen. Zur Saison 2006/07 wechselte Camara zum FV Engers und schloss sich zur Saison 2007/08 dem Aufsteiger FSV Oggersheim in der Regionalliga Süd an. Aufgrund der Insolvenz des FSV Oggersheim im Juli 2009 und einer langwierigen Verletzung trainierte Camara einige Zeit im Lager für vereinslose Fussballprofis. Mohammed Camara schloss sich dem Thüringer Landesklassisten FC Wartburgstadt an, wo er seit Oktober 2009 spielte. Nachdem Camara in Eisenach länger als ein halbes Jahr kein Spiel mehr absolviert hatte, wechselte er im Januar 2011 in die Landesklasse Süd zur SG Glücksbrunn Schweina, wo er bis Sommer 2012 aktiv war und anschließend seine Karriere beendete.

### Nationalmannschaft
Am 7. Februar 2007 absolvierte Camara einen Einsatz für die gambischen A-Nationalmannschaft gegen Luxemburg (1:2), als er in der 75. Minute für Mustapha Jarju eingewechselt wurde.